# 爪形離合器

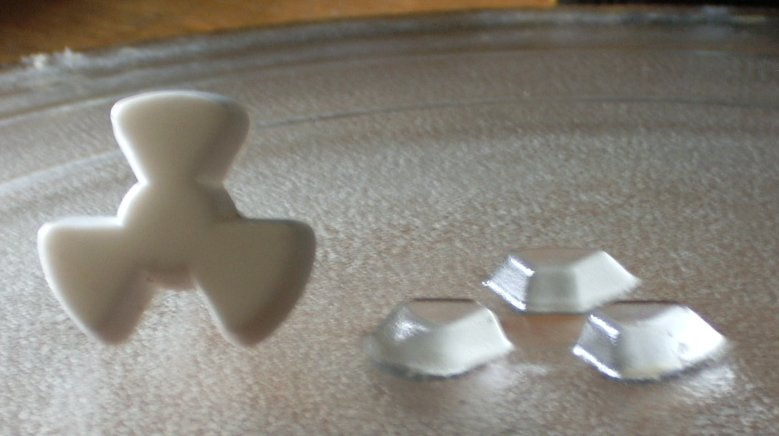
家用微波爐轉盤底部的爪形離合器

爪形離合器（英語：Dog clutch），是離合器的一種，它與傳統離合器有着不同的設計，不是通過摩擦來傳遞動力，而是透過兩個旋轉軸或轉動部件齧合在一起，兩者轉動速度永遠一致，而且從不打滑。這設計被應用於序列式半自動變速器之中，更被廣泛使用但甚少人知道的是普通家用微波爐中驅使轉盤轉動的裝置。